# 다니엘 바흐만
다니엘 바흐만(독일어: Daniel Bachmann, 1994년 7월 9일 ~ )은 오스트리아의 프로 축구 선수로, 스페인 세군다 디비시온의 클럽 데포르티보 라코루냐와 오스트리아 국가대표팀에서 골키퍼로 활약하고 있다.
바흐만은 2011년에 스토크 시티에서 경력을 시작했다. 스토크에서 활동하는 동안 그는 스코틀랜드 팀 로스 카운티의 렉섬과 베리로 임대되어 1군 경험을 쌓았다. 바흐만은 2017년에 왓퍼드로 이적하여 2018-19년 시즌을 킬마녹에서 임대 생활을 했다.
바흐만은 오스트리아 U-16부터 U-21까지 국가대표했으며, 2021년 6월에 성인 국가대표로 데뷔했다. 그는 UEFA 유로 2020에서 오스트리아의 모든 경기에 선발 출전했다.

## 구단 경력

### 스토크 시티
바흐만은 2011년 여름에 FK 아우스트리아 빈에서 잉글랜드 팀 스토크 시티로 이적했다. 그는 스토크의 18세 이하 및 21세 이하 팀에서 뛰었고, 2014년 8월 5일에 컨퍼런스 프리미어 팀인 렉섬으로 임대되어 합류했다. 그는 렉섬에서 18경기에 출전하여 11위를 기록했다.
바흐만은 2015년 7월, 스코티시 프리미어십의 로스 카운티에 6개월 임대로 합류했다. 바흐만은 2015년 8월 8일, 해밀턴 아카데미컬과의 경기에서 부상당한 골키퍼 스콧 폭스를 대신해 프로 데뷔 전을 치렀다. 2015년 8월 31일, 딩월 팀에서 단 두 경기만 출전한 후 상호 합의에 따라 임대 계약이 종료되었다. 2015년 10월 28일, 바흐만은 EFL 리그 원 클럽 베리에 1개월 임대로 합류했다.  그의 기그 레인에서의 임대 기간은 2016년 1월 초까지 연장되었으며, 베리에서 10경기에 출전한 후 스토크로 복귀했다.
바흐만은 2016년 7월 스토크와 1년 연장 계약을 체결했다. 그는 2016-17년 시즌이 끝난 후 스토크에서 방출되었다.

### 왓퍼드
2017년 7월 1일, 바흐만은 왓퍼드와 3년 계약을 체결했다.
2018년 8월 8일, 바흐만은 스코티시 프리미어십 팀 킬마녹과 한 시즌 동안 임대 계약을 체결했다. 그는 다음 시즌 FA컵 3라운드에서 트랜미어 로버스를 상대로 3-3 무승부를 기록하며 왓퍼드 데뷔 전을 치렀다.
2021년 8월 14일, 바흐만은 왓퍼드의 리그 개막전인 애스턴 빌라와의 경기에서 프리미어리그 첫 경기를 치렀고, 왓퍼드는 3-2로 승리했다.

## 국가대표팀 경력
바흐만은 U-16, U-17, U-18, U-19, U-21 수준의 오스트리아 청소년 국가대표 축구 선수로 활약했다.
2017년 3월 14일, 그는 몰도바와 핀란드를 상대로 한 경기에서 처음으로 국가대표팀에 소집되었다. 2021년 3월, 바흐만은 스코틀랜드, 페로 제도, 덴마크와의 2022년 FIFA 월드컵 예선을 앞두고 오스트리아 국가대표팀의 두 번째 국가대표팀 소집을 받았다. 그는 2021년 6월 2일, 잉글랜드와의 친선 경기에서 데뷔 전을 치렀다. 바흐만은 16강으로 끝난 오스트리아의 UEFA 유로 2020에서 네 경기 모두 선발 출전했다.